# Czekoladowa
Czekoladowa – mieszaniec niespecyficzny odmian winorośli: Kardinał Ustoicziwyj Magaracza × OP (wolne zapylanie, nie kontrolowane), wyhodowany w szkółce winoroślarskiej w Zawadzie/Polska przez winogrodnika Ryszarda Piątka. Odmiana ta znajduje się też w zasobach banku roślin Instytutu Ogrodnictwa w Skierniewicach.

## Charakterystyka
Odmiana deserowa o wczesnej porze dojrzewania. Wzrost krzewów na własnych korzeniach silny, łoza dobrze drewnieje. Kwiat obupłciowy (samopylna). Grona duże 400 – 700 g, stożkowo-cylindryczne lub stożkowe, czasem z jednym skrzydełkiem, luźne. Jagody duże 22 – 26 mm, (5-8 g), kuliste, ciemnoczerwone. Miąższ ścisły z posmakiem muszkatu, rodzynek i czekolady. Plenność wysoka. Odporność na mróz do – 22°C. W chłodnych rejonach wymaga okrywania na zimę – tak jak winorośl właściwa.

## Choroby
Odporność na choroby podwyższona: mączniak rzekomy 7, mączniak prawdziwy 6, szara pleśń 7 (w skali 1-9, gdzie 1=bardzo podatna, 9=bardzo odporna).

## Cięcie
Cięcie owocującej łozy na 6 – 8 oczek.